# Tapwave
 (août 2018).
Si vous disposez d'ouvrages ou d'articles de référence ou si vous connaissez des sites web de qualité traitant du thème abordé ici, merci de compléter l'article en donnant les références utiles à sa vérifiabilité et en les liant à la section « Notes et références ».
Tapwave est une société américaine créée en 2002. Elle est à l'origine d'un appareil mobile hybride sous Palm OS tenant du PDA et de la console portable. Répondant au nom de Zodiac, cette machine a été déclinée en deux modèles : la Zodiac1 et la Zodiac2 (32 Mio de RAM, couleur grise / 128 Mio de RAM, couleur noire).

## Zodiac
La machine est fonctionnelle mais les choix marketing entrepris par la société se sont révélés inadaptés au marché. Misant au maximum sur des contrats d'exclusivité vidéoludiques, Tapwave a mis en place une politique contraignante pour les développeurs. En effet, les petites sociétés de développement ne pouvaient pas développer un jeu pour une seule plateforme exclusivement. Peu à peu désertée par les éditeurs, la machine n'a pas été exploitée.[réf. nécessaire]
Le 25 juillet 2005, la société Tapwave ferme.